# アンジェロ・インガンニ
アンジェロ・インガンニ（Angelo Inganni、 1807年11月24日 – 1880年12月2日）はイタリアの画家である。イタリアの街の景観を描いた作品（ヴェドゥータと呼ばれるジャンル）を多く制作した。

## 略歴
当時ナポレオン1世によってつくられたイタリア王国で、その後、オーストリアの支配下のロンバルド＝ヴェネト王国となったロンバルディアのブレシアに装飾画家のアンジェロ・インガンニの息子に生まれた。兄のフランチェスコと共に父親の仕事を学び、少年時代からブレシアの教会の装飾画を描く仕事をした。1827年に、オーストリア軍に召集され軍務についた時に、製図や肖像画の仕事をして、ヨーゼフ・ラデツキー将軍に認められた。軍務を免除され、1833年にミラノのブレラ美術アカデミーに入学することになり、ジョヴァンニ・ミリアーラ(Giovanni Migliara: 1785-1837)やフランチェスコ・アイエツ(1791-1882)に学んだ。
1834年から1859年の間、ブレラ美術館で開かれる展覧会にミラノの街を繊細に描いた風景画を出展し、批評家や観客に人気となり、1839年にオーストラリア皇帝から作品の注文を受けるなど、多くの絵の注文を受けるようになった 。
ミラノ以外のイタリアの都市の景観を、イタリアや国外の展覧会に出展し、1850年代になって、ブレシアに帰郷した後は風俗画や田舎の人々の生活を描いた 。1853年最初の妻が亡くなった後、1956年に、アマンツァ・ゲリヨ(Amanzia Guérillot: 1828–1905)と再婚した 。アマンツァ・ゲリヨはインガンニの絵の生徒で、1845年頃から、展覧会に絵を出展した女性で、インガンニしばしばモデルとしてアマンツァを描いていた。結婚した時、アマンツァは20歳だった。2人はインガンニの故郷に近いグッサーゴで暮らし、作品を共作することもあった。
1880年にオーストリア支配に対する反乱である「ミラノの5日間(1848年)」を記念する作品を制作中にグッサーゴで死去した。

## 作品

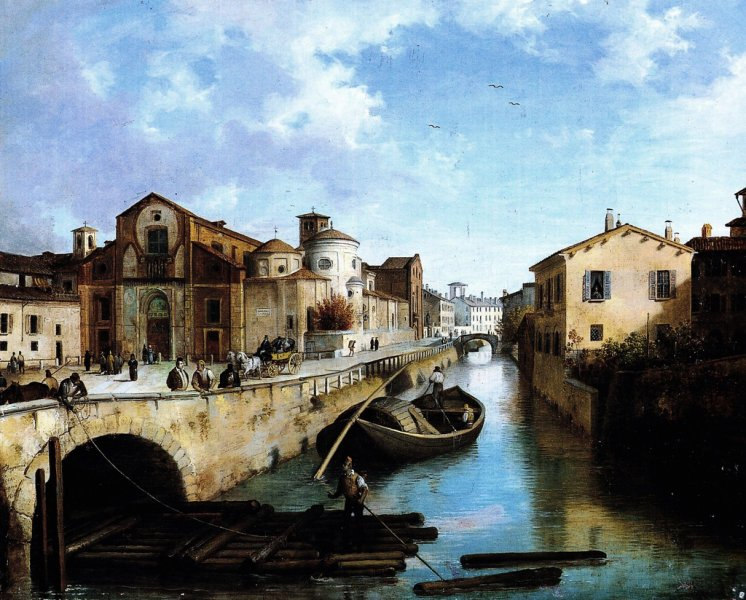
ミラノの街の風景
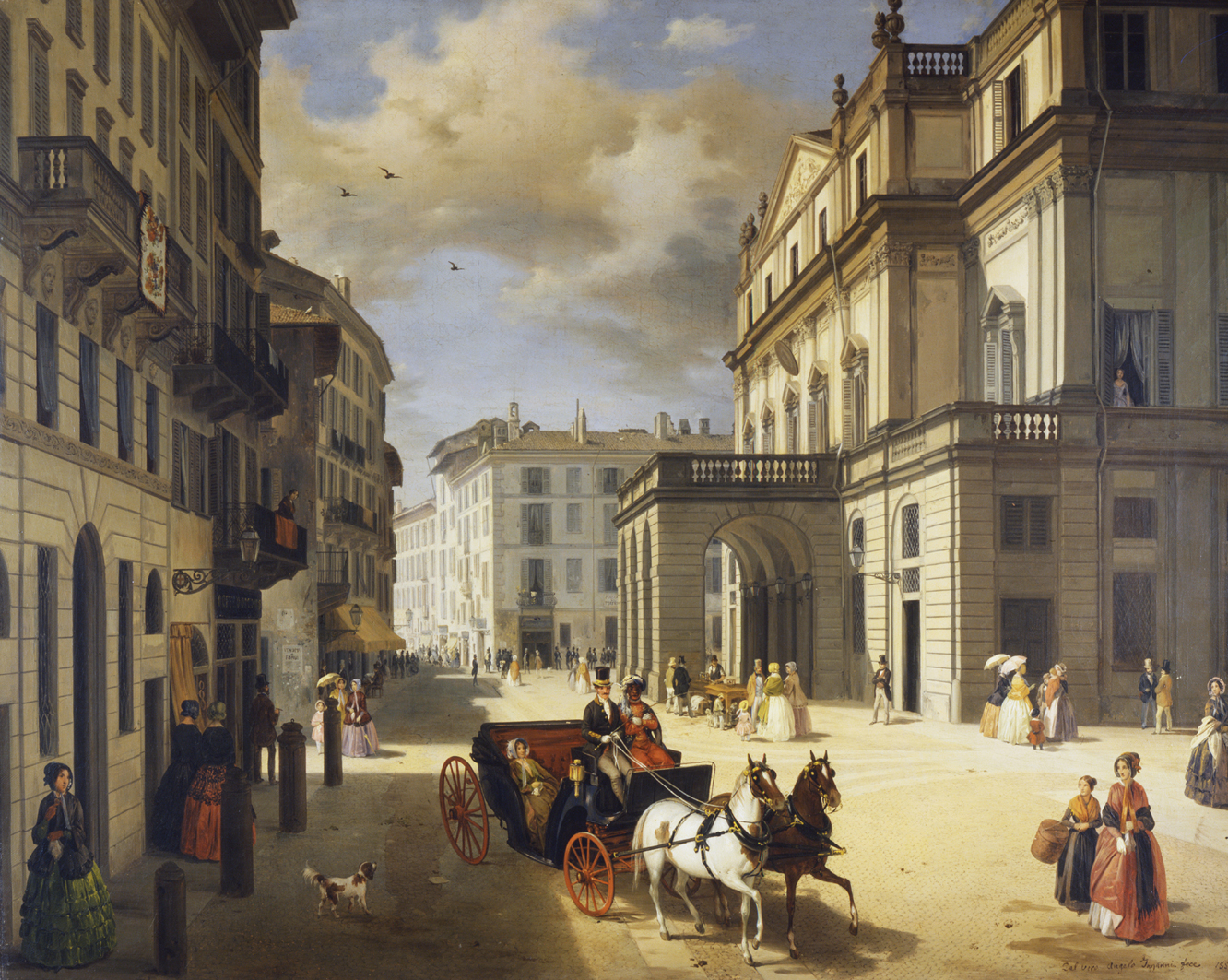
スカラ座のファサード、1852年
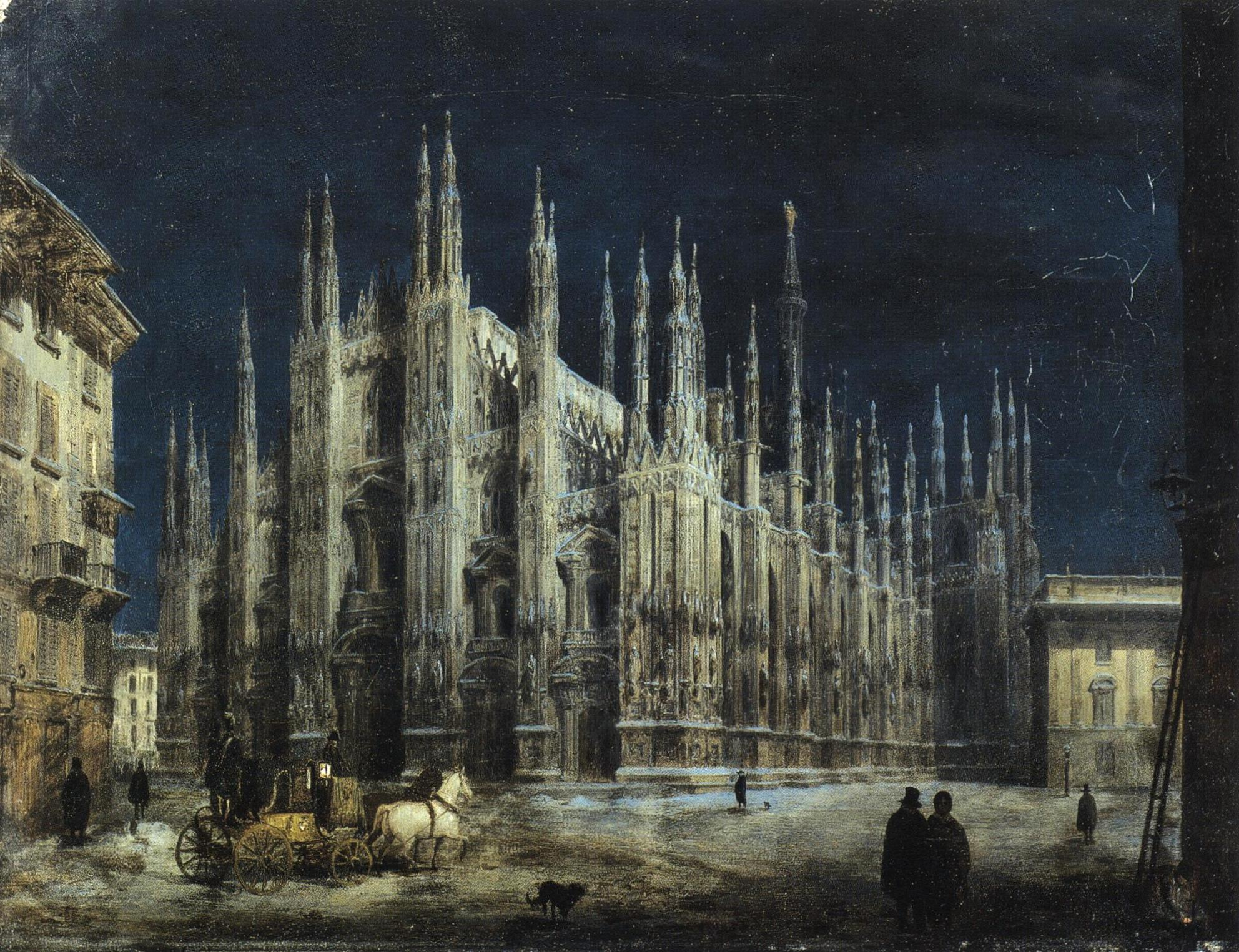
ミラノのドゥオーモ広場の夜景

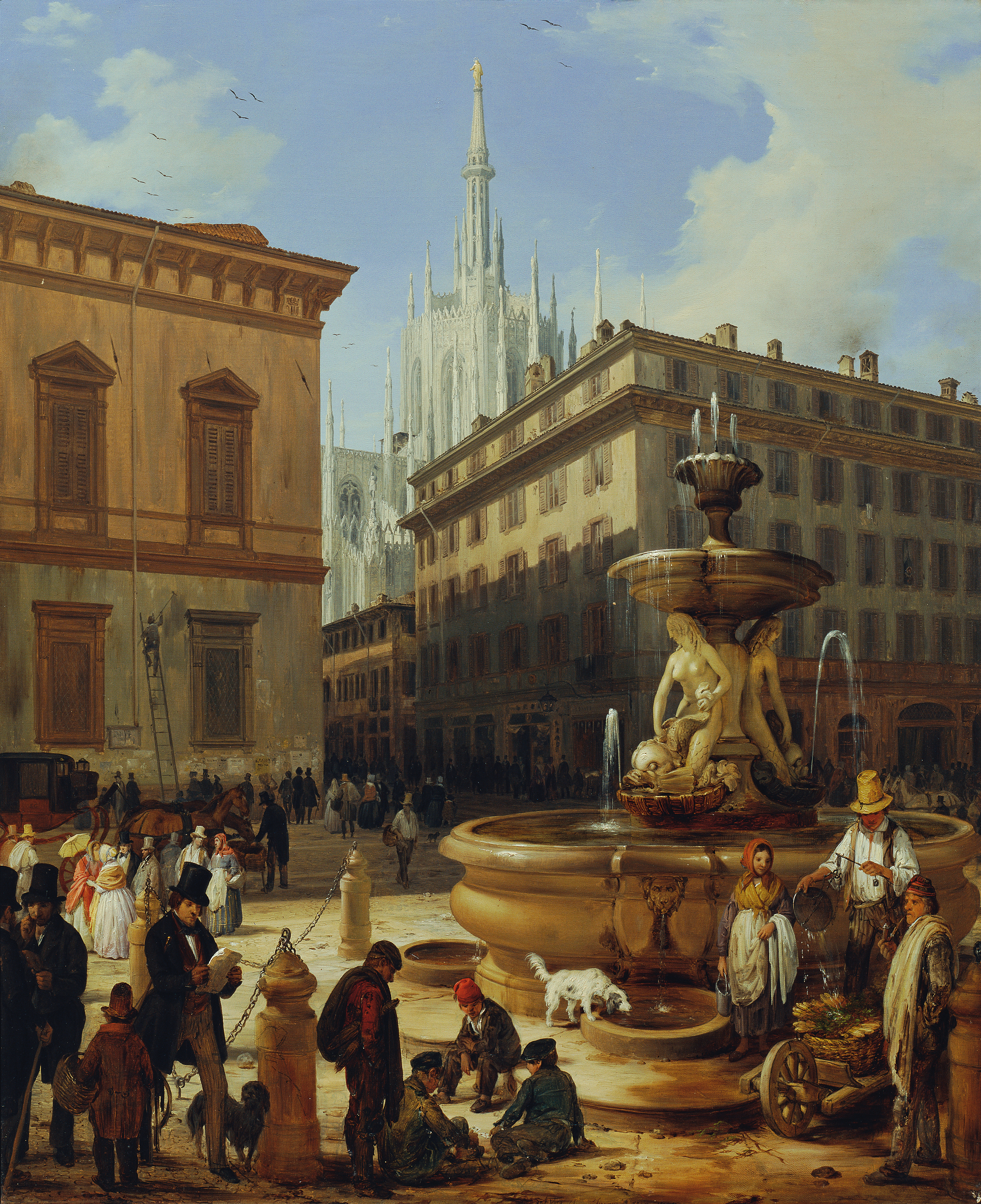
ミラノの通り
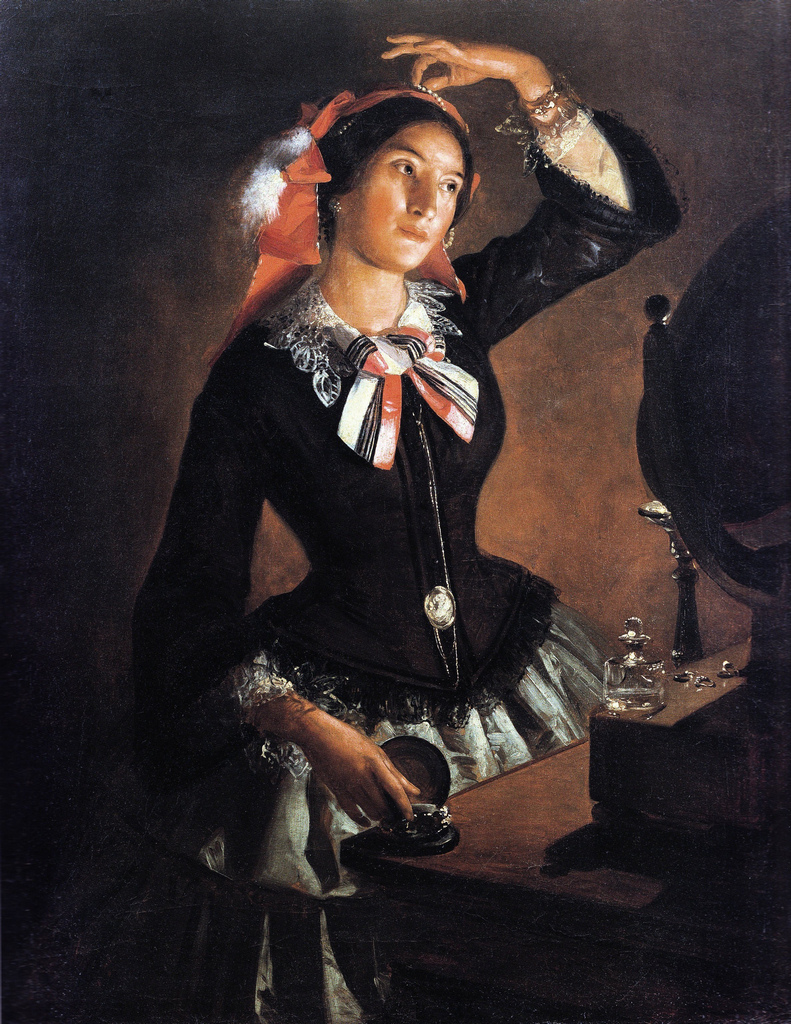
アマンツァ・ゲリヨ
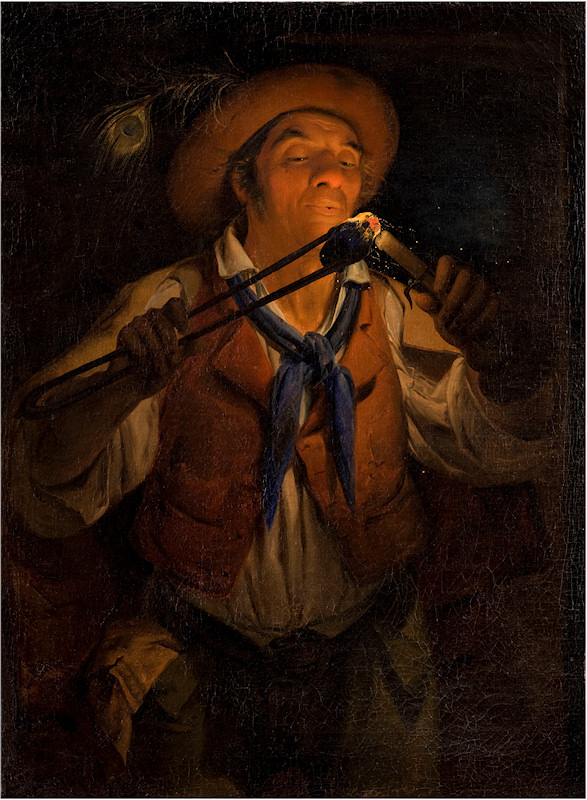
燃えさしでろうそくに火をつける農夫
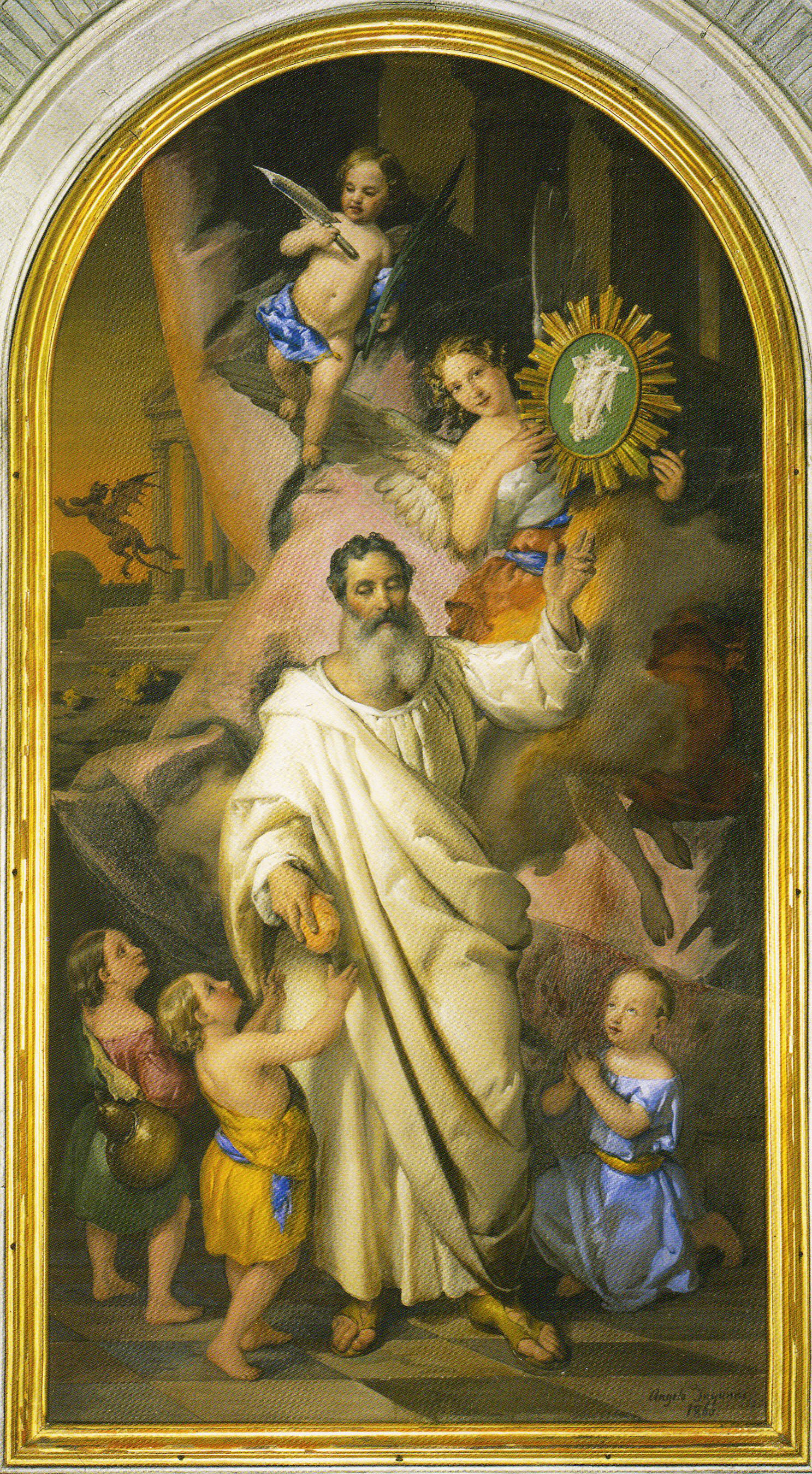
装飾画